# Conferencia episcopal

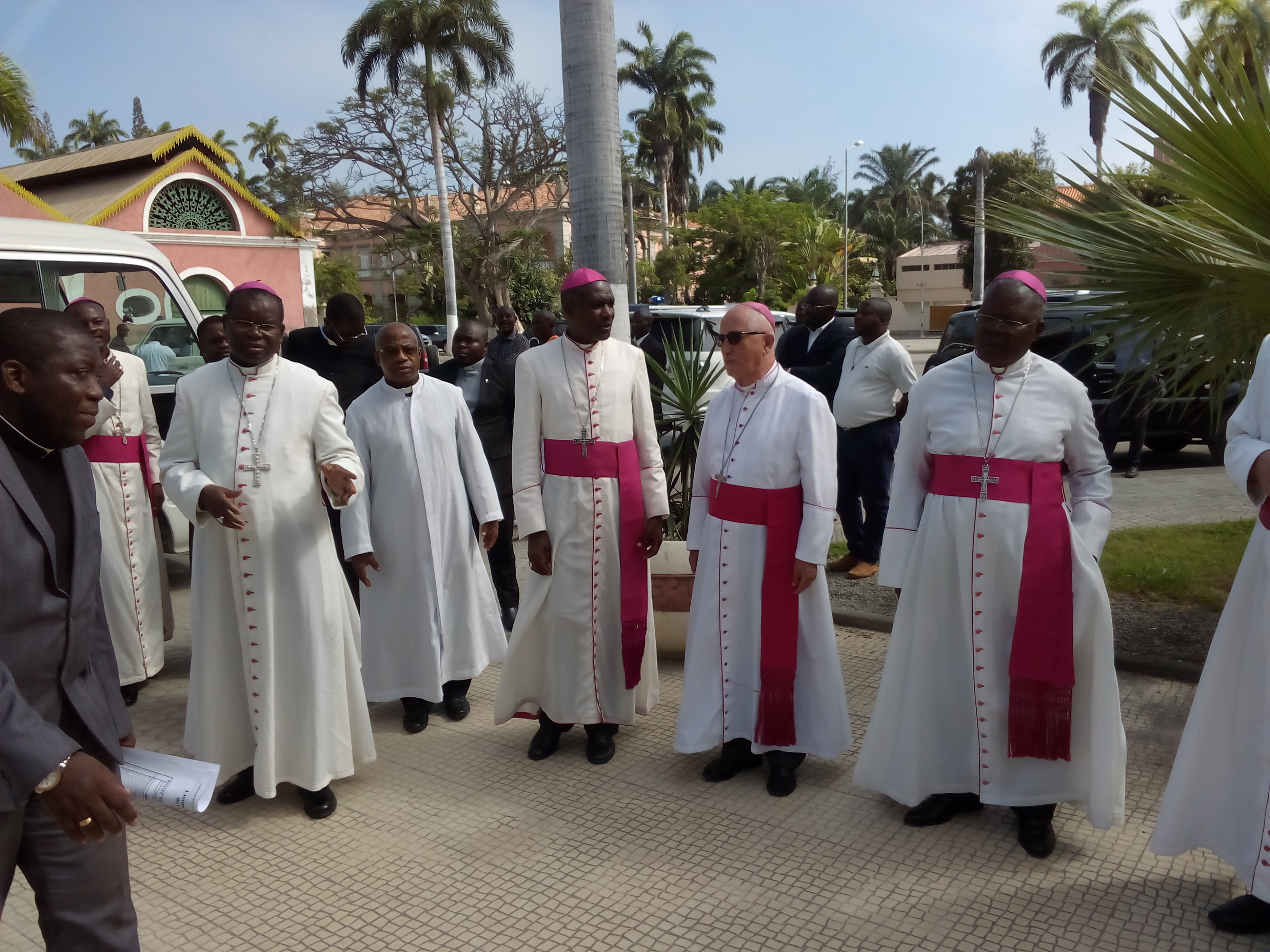
Obispos de la Conferencia Episcopal de Angola y Santo Tomé en 2019.

 En la Iglesia católica, una conferencia episcopal o conferencia de obispos es una institución de carácter permanente formada por los obispos de una nación o territorio determinado, los cuales ejercen unidos algunas funciones pastorales para promover conforme a la norma del derecho el mayor bien de los fieles de su territorio, sobre todo mediante formas y modos de apostolado convenientemente acomodados a las circunstancias peculiares de tiempo y lugar. Una conferencia episcopal comprende a los prelados de todas las Iglesias particulares del territorio, todos los obispos diocesanos y quienes se les equiparan, así como los obispos coadjutores, los obispos auxiliares y los demás obispos titulares que, por encargo de la Santa Sede o de la conferencia episcopal, cumplen una función peculiar en el mismo territorio.
Las conferencias de los obispos se originaron en varios países durante el siglo XIX con finalidades pastorales específicas y por diversos motivos históricos, culturales y sociológicos; siendo denominadas «Conferencias Episcopales» por la Instrucción de la Sagrada Congregación de los Obispos y Regulares del 24 de agosto de 1889, durante el pontificado de León XIII. Su surgimiento tiene como precedente los sínodos o concilios provinciales y plenarios que se celebran desde el siglo II como una expresión tradicional de la comunión entre los obispos de las distintas Iglesias; no obstante, a diferencia de los concilios, las conferencias tienen un carácter estable y permanente.
El Concilio Vaticano II reconoció la importancia de las conferencias episcopales y estableció los principios sobre su noción, estructura y competencia. Lo decretado por el concilio ecuménico fue implementado en el pontificado de Pablo VI con el motu proprio "Ecclesiae sanctae" de 1966. En la Iglesia latina, la composición y funcionamiento de las conferencias episcopales fue regulada por el Código de Derecho Canónico de 1983, y finalmente, su naturaleza y autoridad magisterial fueron clarificadas por el papa Juan Pablo II en 1998 con el motu proprio "Apostolos suos". Analógicamente, conforme al artículo 38 del decreto conciliar, en las Iglesias católicas orientales se instituyeron las asambleas de jerarcas  en territorios donde hay varias Iglesias de diversos ritos. Estas asambleas fueron reguladas por el Código de los Cánones de las Iglesias Orientales de 1990.